# Willow City (Texas)
Pour la ville située dans le Dakota du Nord, voir Willow City (Dakota du Nord).
Willow City est une communauté non incorporée située dans le comté de Gillespie, dans l’État du Texas, aux États-Unis. En 2000, sa population a été estimée à 75 habitants.

## Source
- (en) Cet article est partiellement ou en totalité issu de l’article de Wikipédia en anglais intitulé « Willow City, Texas » (voir la liste des auteurs).